# 河原町停留場
河原町停留場（かわらまちていりゅうじょう）は、熊本県熊本市中央区河原町にある熊本市交通局の電停。停留所番号は6。A系統が停車する。

## 歴史

### 年表

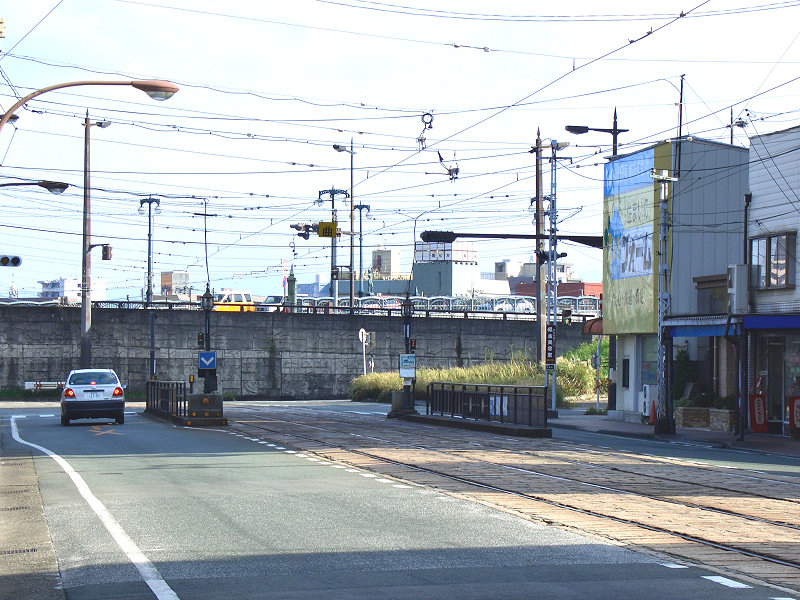
旧電停（2006年8月）

- 1924年（大正13年）8月1日：熊本市交通局の停留場として開業。
- 1927年（昭和2年）9月8日：熊本電気軌道の河原町 - 迎町間を開業、これにより、河原町 - 川尻町間の川尻線（通称：川尻電車）が全通。
- 1945年（昭和20年）12月1日：熊本電軌の路線が熊本市に買収、これにより市電川尻線となる。
- 1959年（昭和34年）4月1日：川尻線の運行形態が辛島町への直通に変更されたため、川尻線は通過となる。
- 1965年（昭和40年）2月21日：市電川尻線廃止。
- 2019年（令和元年）9月：電停のバリアフリー化工事を実施。ホームの嵩上げ、拡張により車椅子対応となる。

### 停留場名の由来
周辺の地名にちなむ。白川河川敷に近い場所であったことからこの名が付けられた。

## 停留場構造
相対式2面2線である。横断歩道を渡ってアクセスする。
呉服町電停（熊本駅方面）側に折り返し施設がある。
| のりば | 路線   | 方向 | 行先                                   | 備考                                             |
| ------ | ------ | ---- | -------------------------------------- | ------------------------------------------------ |
| 南側   | ■A系統 | 上り | 熊本駅・田崎橋方面                     |                                                  |
| 北側   | ■A系統 | 下り | 辛島町・通町筋・水前寺公園・健軍町方面 | 上熊本方面は辛島町で■B系統（上熊本線）に乗り換え |

## 利用状況
| 1日乗降人員推移 | 1日乗降人員推移 |
| 年度            | 1日平均人数     |
| --------------- | --------------- |
| 2011年          | 440             |
| 2012年          | 454             |
| 2013年          | 477             |
| 2014年          | 685             |
| 2015年          | 487             |

## 停留場周辺

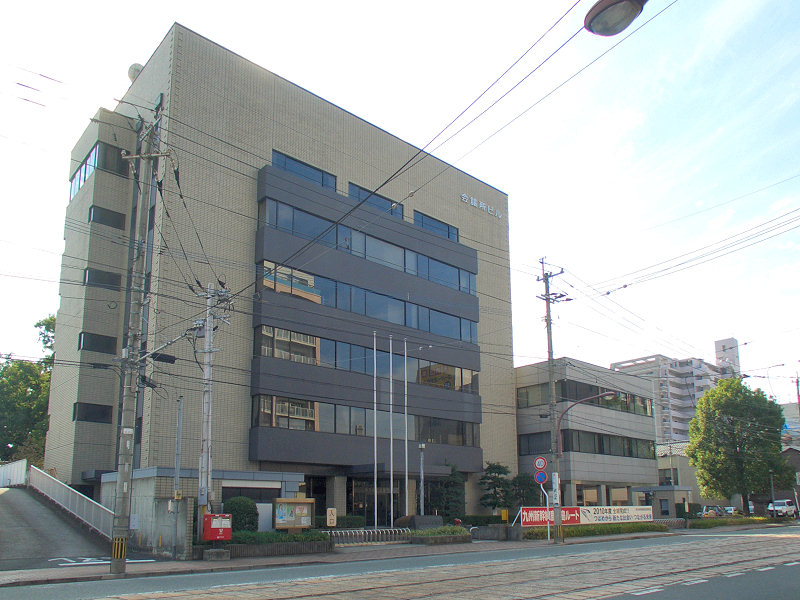
熊本商工会議所

- 白川
- 順正寺
- 熊本商工会議所
- 肥後銀行紺屋町支店
- 熊本市立熊本五福幼稚園
- 長六橋

## バス路線
河原町 （2か所に分かれている）

### 電車通り側
●産交バス
- 各路線 桜町BT行き
- E3-2・E3-3・K4-2：熊本駅前
- A2-1・A3-1・A4-1・A4-2・A5-1・A5-2：熊本駅前・田崎橋
- S4-9：桜町BT・水道町
- L4-1：健軍・沼山津（桜町BT・水道町・水前寺公園・健軍電停・東区役所経由）
- L6-3：木山（桜町BT・水道町・水前寺公園・健軍電停経由）
- K3-1：県庁・沼山津（桜町BT・水道町・水前寺公園・県庁・自衛隊・健軍四つ角経由）
- K4-1：佐土原・木山（桜町BT・水道町・水前寺公園・県庁・自衛隊経由）
- K4-2：阿蘇くまもと空港（桜町BT・水道町・水前寺公園・県庁・自衛隊・佐土原経由）
- K3-3：木山（桜町BT・水道町・水前寺公園・県庁・自衛隊・健軍四つ角経由）
- G2-1：八反田・小山団地（桜町BT・熊本整形外科病院前・託麻原本通り・八反田・託麻まちづくりセンター前経由）
- E2-1：楠団地（桜町BT・子飼橋・熊本大学・竜田口駅・二里木経由）
- E3-2：光の森産交（桜町BT・子飼橋・熊本大学・竜田口駅・武蔵塚駅・ゆめタウン光の森経由）
- E3-3：光の森産交（桜町BT・子飼橋・熊本大学・竜田口駅・武蔵塚駅経由）
- F2-1：八反田・小山団地（桜町BT・子飼橋・託麻原本通り・託麻まちづくりセンター経由）
- F2-3：八反田・戸島（桜町BT・子飼橋・託麻原本通り・託麻まちづくりセンター経由）
- A1-1：富尾団地（桜町BT・京町本丁経由）
- A2-1：田原坂ニュータウン・木留（桜町BT・京町本丁・植木宮の前経由）
- A3-1：鹿南中学校（桜町BT・京町本丁・植木・舞尾経由）
- A4-1：植木駐車場（桜町BT・京町本丁・植木・北区役所経由）
- A4-2：北区役所・小野泉水公園（桜町BT・京町本丁・植木経由）
- A5-1：山鹿温泉（桜町BT・京町本丁・植木・来民バイパス経由）
- A5-2：山鹿温泉（桜町BT・京町本丁・植木・日置経由）
- T2-1：小島（桜町BT・熊本駅・田崎市場前・上高橋経由）
- T1-2：中島・五丁（桜町BT・熊本駅・田崎市場前・上高橋・小島経由）
- S3-2：熊本港（熊本駅・蓮台寺経由）
- T2-3：天水支所（熊本駅・田崎市場前・小島・河内経由）
- T2-2：小天温泉（熊本駅・田崎市場前・小島・河内経由）
- T3-0：西部車庫（熊本駅・田崎市場前経由）
- T4-0：西部車庫（春日校前・田崎市場前経由）
- S3-0：西部車庫（熊本駅・蓮台寺経由）
- S4-1：アクアドーム（春日校・八島町経由）
- S4-2：五丁（熊本駅・野口町・並建経由）
- S4-3：川口二丁（熊本駅・野口町・並建・天明総合出張所経由）
- S4-9：JA飽田支所、小島（桜町BT・熊本駅・白藤・会富経由）
- 快速たかもり号（TM）：高森中央（桜町BT・水前寺公園・県庁前・グランメッセ・阿蘇くまもと空港経由）、西部車庫（熊本駅経由）

●電鉄バス
- C1・C3・C5・C7・C9・E2：熊本駅・蓮台寺入口行き、熊本駅行き
- C1-2：菊池プラザ（桜町BT・国道・堀川・御代志・富の原経由）
- C1-3：菊池温泉（桜町BT・国道・堀川・御代志・富の原経由）
- C3-2：菊池プラザ（桜町BT・国道・KMバイオ・御代志・富の原経由）
- C3-3：菊池温泉（桜町BT・国道・KMバイオ・御代志・富の原経由）
- C5-3：武蔵ヶ丘車庫（桜町BT・三軒町・堀川・新地団地経由）
- C5-4：杉並台（桜町BT・三軒町・堀川・新地団地経由）
- C5-5：泉ヶ丘・下群（桜町BT・三軒町・堀川・新地団地経由）
- C7-3：武蔵ヶ丘車庫（桜町BT・三軒町・清水ヶ丘・麻生田小前・楠団地・武蔵ヶ丘中央経由）
- C7-5：泉ヶ丘・下群（桜町BT・三軒町・清水ヶ丘・麻生田小前・楠団地・武蔵ヶ丘中央経由）
- C9-1：楠団地（桜町BT・三軒町・清水ヶ丘経由）
- C9-3：武蔵ヶ丘車庫（桜町BT・三軒町・清水ヶ丘・楠団地・武蔵ヶ丘中央経由）
- C9-4：杉並台（桜町BT・三軒町・清水ヶ丘・楠団地・武蔵ヶ丘中央経由）
- C9-5：泉ヶ丘・下群（桜町BT・三軒町・清水ヶ丘・楠団地・武蔵ヶ丘中央経由）
- E2-2：光の森駅（桜町BT・子飼橋・熊本大学・二里木・楠団地・武蔵ヶ丘中央経由）

●熊本バス
- M2-1：熊本駅
- M2-1：イオンモール熊本（桜町BT・南熊本・田迎・中の瀬車庫経由） - 本数少

○熊本都市バス
- 各路線 桜町BT行き
- G1-2・G1-5・J1-1・J1-2・J1-3：熊本駅前
- S2-1：本山営業所
- S3-1：済生会病院（熊本駅・蓮台寺・流通団地経由）
- G1-2：託麻南・トラックターミナル（桜町BT・熊本整形外科病院前・保田窪四ツ角・鉄工団地・日赤病院北口経由）
- G1-5：パークドーム・免許センター（桜町BT・熊本整形外科病院前・保田窪四ツ角・日赤病院・長嶺団地経由）
- J1-3：小峯営業所・小峯・三山荘方面（水前寺駅・京塚経由）
- SS：熊本城周遊バス「しろめぐりん」

### 長六橋（国道）側
●産交バス
- R1-1・R1-2・R1-5・R2-1・R2-2・R3-3・R3-4・R3-5：桜町BT行き
- R1-1・R1-2・R1-5：桜町BT・水道町
- R1-1・R1-2・R1-5：県会議事堂（桜町BT・水道町・味噌天神・水前寺公園・県庁経由）
- R1-1：市道・川尻町（世安町・下近見（旧道）・南高江（旧道）・川尻駅前経由）
- R1-2：川尻町・国町（世安町・下近見（旧道）・南高江（旧道）・川尻町（旧道）・杉島経由）
- R1-5：松橋（国道・川尻町（旧道）・国町・宇土駅前経由）
- R2-1：川尻町（国道・五反田経由）
- R2-2：川尻町・国町（国道・五反田経由）
- R3-3：大慈禅寺・南区役所（国道・川尻バイパス経由）
- R3-4：宇土駅東口（国道・川尻バイパス経由）
- R3-5：松橋（国道・川尻バイパス・宇土駅東口経由）

○熊本都市バス
- R4-1：桜町BT行き
- R4-1：本山営業所行き

## 隣の停留場
熊本市交通局
■A系統（幹線）
呉服町電停 (5) - 河原町電停 (6) - 慶徳校前電停 (7)

### 廃止路線
熊本市交通局
川尻線
河原町電停 - 迎町電停
上述の通り、運行形態変更により1959年以降は通過となった。